# Sutton County
Sutton County je okres ve státě Texas v USA. K roku 2010 zde žilo 4 128 obyvatel. Správním městem okresu je Sonora. Celková rozloha okresu činí 3 766 km².